# فرودگاه لاسیکین
فرودگاه لاسیکین (به انگلیسی: Lasikin Airport) (به زبان بومی: Bandar Lasikin) یک فرودگاه همگانی با کد یاتا ? است که یک باند فرود آسفالت دارد و طول باند آن ۱۴۰۰ متر است. این فرودگاه در کشور اندونزی قرار دارد و در ارتفاع ۴ متری از سطح دریا واقع شده است.